# Sociobiologia
La sociobiologia és un camp de l'estudi científic que es basa en la premissa que el comportament social és un resultat de l'evolució, i intenta examinar-lo i explicar-lo en aquest context. Freqüentment és considerada una branca de la biologia i la sociologia. No obstant això, també té relació amb l'etologia, antropologia, evolució, zoologia, arqueologia, genètica de poblacions i altres disciplines. En l'àmbit de l'estudi de les societats humanes, la sociobiologia està molt relacionada amb els camps de l'antropologia darwiniana, l'ecologia del comportament humà i la psicologia evolucionista, així com amb la sociologia.
La sociobiologia és una ciència que sorgeix per a raonar, des de les teories de l'evolució, el comportament de les espècies i poblacions. Les seves teories es basen en les jerarquies socials causades per les adaptacions de les espècies al medi. Dit amb altres paraules, les espècies més ben adaptades al seu entorn són les que manen, al mateix temps que les que menys, les que obeeixen.
La sociobiologia investiga els comportaments socials, com els patrons d'aparellament, les lluites territorials, la caça conjunta i les societats dels insectes socials. Argumenta que de la mateixa manera que la pressió de la selecció va portar els animals a desenvolupar formes útils d'interacció amb el seu medi natural, també va conduir a l'evolució genètica de comportaments socials avantatjosos.
El terme "sociobiologia" ve dels anys 1940. Això no obstant, el concepte no va tenir gaire ressò fins al 1975, amb la publicació del llibre d'E. O. Wilson Sociobiology: The New Synthesis ('Sociobiologia: la nova síntesi'). El nou camp de coneixement va crear ràpidament controvèrsia. La crítica més notable va venir dels biòlegs evolutius Stephen J. Gould i Richard Lewontin, i es va centrar principalment en l'afirmació per part de la sociobiologia que els gens juguen el paper final en la determinació del comportament humà i que trets com ara l'agressivitat poden ser explicats millor per la biologia que no pas per l'ambient o influències socials de la persona. Els sociobiòlegs van respondre assenyalant les complexes relacions que hi ha entre el que és innat i el que és adquirit. L'antropòleg John Tooby i la seva esposa, la psicòloga Leda Cosmides, van fundar el camp de la psicologia evolucionista a fi de buscar-ne un punt d'equilibri.

## Definició
E. O. Wilson fa aquesta definició de la sociobiologia: "És l'extensió de la biologia de la població i la teoria de l'evolució a l'organització social".
La sociobiologia es basa en la premissa que certs comportaments (tant socials com individuals) són com a mínim parcialment heretats i poden ser afectats pel mecanisme de la selecció natural. Explica que els comportaments han evolucionat al llarg del temps, de manera similar a com ho han fet els trets físics. Consegüentment, afirma que els animals actuaran segons formes que han resultat ser "evolutivament reeixides" al llarg del temps, i això porta a la creació de processos socials complexos que condueixen a l'adequació evolutiva segons el grau de socialitat de l'espècie.
Aquesta disciplina busca explicar el comportament com a resultat de la selecció natural. Així mateix, el comportament també és vist com un esforç per preservar els gens propis dintre de la població. La idea que certs gens o combinació de gens que influencien aspectes del comportament social poden ser heretats d'una generació a les subsegüents és també inherent a la sociobiologia.

## Exemple
El comportament del lleó mascle dominant és sovint matar els cadells de lleó i d'altres felins que no ha engendrat ell. El comportament és adaptatiu en termes evolucionaris, ja que en matar els cadells evita la competència per a les seves pròpies cries i fa que les lleones que ha deixat sense fills entrin en zel més de pressa i així els seus gens poden entrar dins la població. La sociobiologia pot veure aquest comportament instintiu de matar cadells com a hereditari pels gens d'exitosos reproductors mascles, mentre que el comportament de no matar cadells desapareixeria, ja que els lleons amb aquesta característica tindrien menys èxit reproductiu.